# Mistrzostwa Europy w biegu 24-godzinnym 2007
15. Mistrzostwa Europy w biegu 24-godzinnym 2007 – zawody lekkoatletyczne, które odbyły się 5 i 6 maja 2007 w Madrycie.
Zawody odbyły się na bieżni lekkoatletycznej, a nie na trasie ulicznej, jak to ma miejsce w większości zawodów tego typu.

## Medaliści
|                         | 1. miejsce                                                                   | Rezultat   | 2. miejsce | Rezultat   | 3. miejsce                                                     | Rezultat   |
| Mężczyźni indywidualnie | Anatolii Kruglikov                                                           | 257,358 km | Vladimir Bychkov                                                                                              | 251,631 km | Jose Luis Posado Perez                                         | 247,937 km |
| Mężczyźni drużynowo     | Włochy 1. Marco Baggi · 2. Tiziano Marchesi · 3. Ivan Cudin                  | 691,799 km | Hiszpania 1. Jose Luis Posado Perez · 2. Ricard Verge Berrar · 3. Angel Marcos de la Mata Garcia              | 690,410 km | Estonia 1. Peeter Vennikas · 2. Rain Vellerind · 3. Aivar Luud | 635,899 km |
| Kobiety indywidualnie   | Liudmila Kalinina                                                            | 233,307 km | Monica Casiraghi                                                                                              | 217,989 km | Rosario Munoz Olivares                                         | 210,721 km |
| Kobiety drużynowo       | Włochy 1. Monica Casiraghi · 2. Lorena Antonietta Di Vito · 3. Monika Moling | 603,192 km | Hiszpania 1. Rosario Munoz Olivares · 2. Ana Maria Ferradas Barrera · 3. Maria del Carmen Riquelme del Blanco | 557,418 km | Węgry 1. Andrea Gal · 2. Orsolya Oravecz · 3. Timea Bontovics  | 505,902 km |

## Reprezentacja Polski

### Mężczyźni
| Miejsce | Zawodnik       | Klub             | Rezultat   |
| 34.     | Marek Gulbierz | LKS Korab Olecko | 140,268 km |
| 35.     | Jerzy Wyka     | LZS Zorza Pęgów  | 118,821 km |